# Almadía

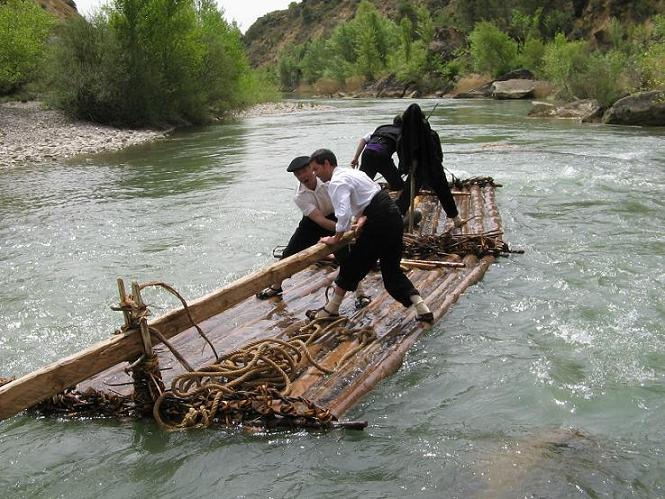
Nabata en el río Gállego.

Una almadía (Navarra), armadía o nabata (Aragón) o rai (Cataluña) es una balsa hecha de troncos de madera, cuya función es la conducción de los propios troncos por los ríos, desde los bosques de explotación maderera hasta los puntos de carga para su transporte o hasta donde se encuentran las serrerías.
Las almadías surgen en los tiempos en que los accesos por tierra a los bosques madereros de alta montaña eran muy complicados, con lo que era mucho más fácil llevarlos por el propio río (siempre que ello fuera posible) hasta un lugar más propicio para su distribución. 
Las almadías son típicas de los Pirineos españoles, para conducir los troncos desde la alta montaña hasta los valles al sur de los Pirineos. Normalmente los troncos se acumulaban en las orillas del río, esperando la primavera en la que el cauce es mayor y más fácil la conducción, y entonces se organizaban grandes transportes. Hoy en día se conserva la tradición de las almadías a modo de fiestas de distintos pueblos de la zona pirenaica como Burgui, Laspuña, El Pont de Claverol y Coll de Nargó, todas en los meses de primavera. También existen museos como el "Museo de la Almadía" en el pueblo navarro de Burgui, el "Museo de la Nabata" en Laspuña (Huesca) o el "Museo de los Raiers" en El Pont de Claverol (Lérida). 
También es considerada con el nombre de almadía, la embarcación ligera de dos proas, especie de canoa o piragua abierta en un tronco de árbol, usada por los indígenas de América y de África.
Los malabares daban este nombre a una embarcación muy fina de quilla, puntiaguda de popa y proa, de 27 m de eslora por 3 de manga.
Asimismo se llamaba con este término la barca o chalupa de la que se servían la marina de guerra portuguesa y sus esclavos en las Indias Orientales.
Igualmente la usaban los habitantes de las inmediaciones de Honda (Colombia), los cuales tenían la costumbre de dejarlas abandonadas a merced de las corrientes de los ríos, una vez que se habían servido de ellas para el transporte de mercancías.